# فانامويسا (مقاطعة فيلجاندي)
فانامويسا (بالإنجليزية: Vanamõisa, Viljandi County)‏ هي قرية تقع في إستونيا في Viljandi Parish.[بحاجة لمصدر] يقدر عدد سكانها بـ 54 نسمة .